# Імаї Нобуко
Імаї Нобуко (яп. 今井信子, 18 березня 1943, Токіо) — японська альтистка.

## Біографія
Закінчила вищу музичну школу Тохо Гакуен в Токіо, потім вчилася в Джульярдськой школі і Єльському університеті. Виграла Міжнародні музичні конкурси в Женеві і Мюнхені.

## Творчі контакти
Виступає з найбільшими світовими оркестрами і в ансамблях з Мартою Аргерих, Гайнцом Голліґером, Мюрреєм Пераєю, Гідоном Кремером, Йо-Йо-Ма, Андрашем Шиффом, Ісааком Стерном, Іцхаком Перлманом, Мішею Майським, Пінхасом Цукерманом. Грала в квартеті Вермеєра, виступає в квартеті Мікеланджело. Тору Такеміцу написав для неї альтовий концерт (1989).

## Педагогічна діяльність
Заснувала Західно-східну барочну академію для молодих музикантів з Японії і Нідерландів. Викладала в Детмольдській академії музики (1983—2003). Викладає в консерваторіях Амстердама, Женеви, Сьона.